# Hanhals distrikt
Hanhals distrikt är ett distrikt i Kungsbacka kommun och Hallands län. 
Distriktet ligger vid kusten, söder om Kungsbacka. 

## Tidigare administrativ tillhörighet
Distriktet inrättades 2016 och utgörs av socknen Hanhals i Kungsbacka kommun.
Området motsvarar den omfattning Hanhals församling hade vid årsskiftet 1999/2000.